# 延斯·克里斯蒂安·延森
延斯·克里斯蒂安·延森（丹麥語：Jens Kristian Jensen，1885年3月22日—1956年3月27日），丹麦男子竞技体操运动员。他曾代表丹麦获得1912年夏季奥运会体操比赛男子团体瑞典式银牌。他于1956年在沃尔丁堡去世。